# COROT-7b

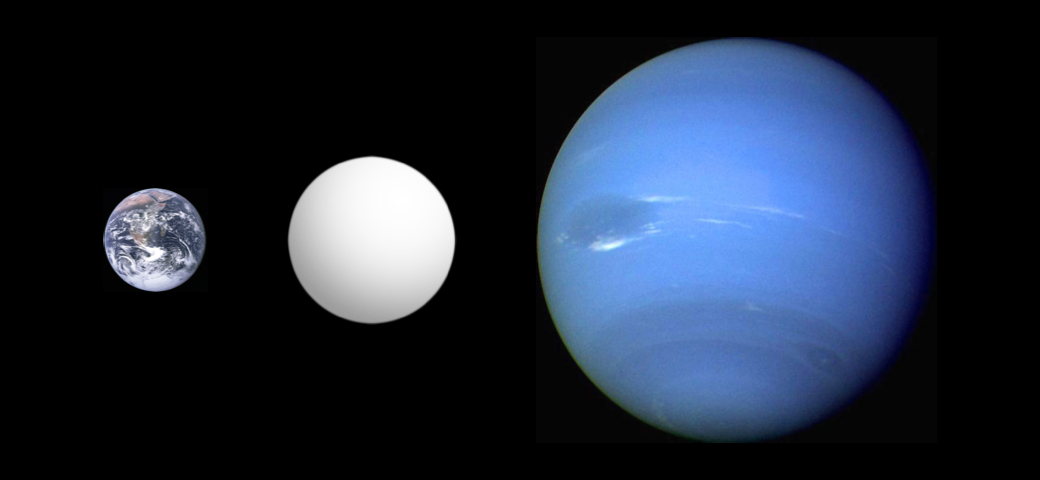
Comparaţie cu Pământul și Neptunul

COROT-7b (denumită anterior COROT-Exo-7b) este o exoplanetă care orbitează în jurul stelei COROT-7, în constelația Licornul, la 489 de ani lumină de Pământ. Această planetă a fost prima oară detectată fotometric de misiunea franceză COROT și informațiile au fost raportate în februarie 2009. Până la anunțarea descoperirii planetei Kepler-10b în ianuarie 2011, a fost cea mai mică exoplanetă cunoscută cu un diametru de 1,58 de ori mai mare decât cel al Pământului (ceea ce ar da un volum de 3,95 de ori mai mare ca al Pământului) și prima planetă extrasolară terestră posibilă care a fost descoperită.  Planeta este, de asemenea, remarcabilă pentru perioada ei orbitală foarte scurtă, rotindu-se în jurul stelei COROT-7 în mai puțin de o zi.